# Tina Onassis (Schiff)
| Tina Onassis              | Tina Onassis                                          | Tina Onassis                                          |
| ------------------------- | ----------------------------------------------------- | ----------------------------------------------------- |
| kein Bild vorhanden       |                                                       |                                                       |
| Schiffsdaten              |                                                       |                                                       |
| Schiffstyp:               | Turbinentankschiff                                    | Turbinentankschiff                                    |
| Unterscheidungssignal:    | ELIY                                                  | ELIY                                                  |
| IMO Nummer:               | 5361693                                               | 5361693                                               |
| Heimathafen:              | Monrovia                                              | Monrovia                                              |
| Schiffstaufe:             | 25. Juli 1953                                         | 25. Juli 1953                                         |
| Fertigstellung:           | November 1953                                         | November 1953                                         |
| Bauwerft:                 | Howaldtswerke Hamburg AG                              | Howaldtswerke Hamburg AG                              |
| Reederei:                 | Palmas Transportation Co, Monrovia                    | Palmas Transportation Co, Monrovia                    |
| Technische Daten          |                                                       |                                                       |
| Vermessung:               | 27.853 BRT ? NRT                                      | 27.853 BRT ? NRT                                      |
| Tragfähigkeit:            | 49.722 t                                              | 49.722 t                                              |
| Länge über alles:         | 236,40 m                                              | 236,40 m                                              |
| Länge zwischen den Loten: | 220,50 m                                              | 220,50 m                                              |
| Breite über alles:        | 29,10 m                                               | 29,10 m                                               |
| Seitenhöhe:               | ? m                                                   | ? m                                                   |
| Max. Tiefgang:            | 11,45 m                                               | 11,45 m                                               |
| Antriebsanlage            |                                                       |                                                       |
| Antrieb:                  | 1 × Dampfturbine                                      | 1 × Dampfturbine                                      |
| Maschinenleistung:        | 17500 PSw (? kW)                                      | 17500 PSw (? kW)                                      |
| Höchstgeschwindigkeit:    | 16,5 kn                                               | 16,5 kn                                               |
| Max. Tagesverbrauch:      | ? t                                                   | ? t                                                   |
| Sonstiges                 |                                                       |                                                       |
| Anzahl Besatzung:         | ?                                                     | ?                                                     |
| Verbleib                  | Ab 3. September 1975 in Kaohsiung, Taiwan abgebrochen | Ab 3. September 1975 in Kaohsiung, Taiwan abgebrochen |

Die Tina Onassis war ein Turbinentankschiff der Onassis-Gruppe. Der Tanker lief 1953 unter der Baunummer 885 auf der Werft Howaldtswerke Hamburg (ehemals Vulkanwerft) vom Stapel und war der größte seiner Zeit. Die Tina Onassis setzte seinerzeit neue Maßstäbe im Schiffbau.

## Vorgeschichte
Anfang 1951 beteiligen sich die Howaldtswerke an der Ausschreibung einer Serie von Großtankern für die Reederei des Griechen Aristoteles Onassis. Gefordert wurden Einheiten von 40.000 bis 45.000 tdw (Ladegewicht) und einer max. Geschwindigkeit von 17 kn (31,484 km/h). Als die Werft den Auftrag erhielt, hatte man noch keine Erfahrung mit Schiffen dieser Größe, man war aufgrund der Chancen aber bereit „...diese Pionierarbeit zu leisten und die hieraus [sich] eventuell ergebenden Risiken zu tragen“.
Insgesamt wurden zwischen 1951 und 1952 bei mehreren deutschen Werften 19 Tanker im Wert von 300 Mio. DM in Auftrag gegeben. Die Olympic Flame lief als erster im Februar 1953 bei der Kieler Howaldtswerke AG, Kiel vom Stapel. Mit den Großaufträgen gelang die Aufnahme von Krediten, die den Ausbau der Werften und die Beseitigung von Kriegsschäden möglich machten. Onassis’ Konkurrent Stavros Niarchos gab ebenfalls Schiffe bei Howaldt in Auftrag.

## Bau
Die Klassifikationstabellen hatten bis dato ein so großes Schiff nicht vorgesehen, so dass eine Abstimmung der Klassifikationsgesellschaften notwendig wurde. Das Ergebnis war der Entwurf eines Schiffs von 220,5 m Länge zwischen den Loten und einer Breite von 29,0 m zwischen den Spanten. Der Tiefgang betrug 11,45 m und die Tragfähigkeit 45.000 ts zu je 1016 kg.
Bei diesen Ausmaßen spielt der Völligkeitsgrad eine wichtige Rolle im Schiffbau. Die Völligkeit verlangt stets einen Kompromiss zwischen den entgegengesetzten Anforderungen nach maximaler Tragfähigkeit und maximaler Geschwindigkeit. Man wählte eine Völligkeit von 0,78. Später stellt man dann fest, dass damit auch größere Geschwindigkeiten weit über die 17 kn gefahren werden können. Die Tina Onassis wurde nach der Maierform gebaut. Die Spantform des Vorschiffs hatte einen starken V-Charakter, die des Hinterschiffs eine Sackausbildung an den Spantfüßen.
Die Formgebung des Tankers war sehr elegant und dem Yachtdesign entnommen. Jedes Besatzungsmitglied hatte eine eigene Kabine und musste eine Uniform tragen.

## Stapellauf
Der Stapellauf wurde auf den 25. Juli 1953 angesetzt, der Senat hatte sich für diesen Tag „griechisches Wetter“ von Meteorologen bestätigen lassen. 20.000 Hamburger verfolgten das Schauspiel vom Werftgelände aus, weitere 80.000 vom Ufer. Um 15:53 Uhr warf die damals zweieinhalb Jahre alte Reeder-Tochter Christina („Tina“) die Champagnerflasche gegen den Bug des Schiffes. Ihr 5 Jahre alter Bruder Alexander drückte den Knopf, der das Schiff von der Helling ins Wasser gleiten ließ. Am Abend fanden weitere Feierlichkeiten statt.

## Ende
Bis Mitte der 1970er Jahre gab es ein besonders starkes Wachstum im Tankerbau, welches dazu führte, dass kleinere Tanker unwirtschaftlich wurden. Die Tina Onassis traf am 3. September 1975 bei der Yung Tai Steel & Iron Works Company in Kaohsiung auf Taiwan ein, wo sie abgebrochen wurde.

## Trivia
In einem Artikel in der FAZ machte sich Thilo Koch darüber lustig, dass der Stapellauf des Öltankers aufgrund des ursprünglich vorgesehenen „Unglücksdatums“ von einem Freitag den Dreizehnten verschoben wurde. Es handelt sich hierbei um ein schriftliches Zeugnis einer Triskaidekaphobie in Deutschland.